# Ernest Webnje Nfor
Ernest Webnje N'For est un footballeur international camerounais né le 28 avril 1986.

## Biographie

### Belgique
En janvier 2006, il a commencé à jouer le KAA Gand, venant de Sable Batié. Il n'avait guère d'occasions de jouer et la saison suivante, il a été prêté à KMSK Deinze. Au cours de la saison 2007-2008, il a été prêté à KV Kortrijk. Après cette saison, AA Gent voulait le ramener dans la première équipe. Nfor a joué une demi-saison à Gand, mais n' a pas pu briser complètement en première classe. Gent a décidé de le prêter à nouveau. KV Kortrijk et Zulte Waregem se disputent les services de Nfor, Zulte Waregem tire la plus longue paille et engage d'abord l'attaquant jusqu' à la fin de la saison. Après le départ de Zulte-Waregem Player, Mbaye Leye AA Gent a quitté Nfor et a été définitivement adoptée par le SV Zulte Waregem.
Pour l'exercice 2010-2011, il est retourné dans son ancien club KV Kortrijk et a signé le 19 mai 2011 un contrat de trois ans. Il est devenu un joueur régulier durant la saison 2011-2012 et a remporté le Kortrijk Golden Boot, un prix décerné par les supporters.

### Geox
Avec son coéquipier camerounais Aloys Nong, Nfor est sponsorisé par Geox, la chaussure qui respire.

### Azerbaijan
En août 2013, Nfor rejoint la Premier League azerbaïdjanaise avec le FK Neftchi Bakou, alors champion en titre. La première saison, ils ont remporté la Coupe. Le contrat de Nfor avec le Neftchi Bakou, d'une durée de deux ans, prend fin en août 2015.

### Arabie saoudite
Depuis janvier 2016, il a rejoint le Al Wehda Club d'Arabie Saoudite. Il a joué 8 matchs et marqué 3 buts contre Alhilal, Ittihad et Alraed dans la ligue professionnelle saoudienne.

## Palmarès
- Coupe d'Azerbaïdjan : 2014
- 1 sélection